# Насосенергомаш
Сумський завод «Насосенергомаш» — промислове підприємство у місті Суми Сумської області.

## Історія
Сумський насосний завод було створено відповідно до четвертого п'ятирічного плану відновлення та розвитку народного господарства СРСР на базі цеху центрифуг Сумського заводу ім. М. В. Фрунзе і введений в експлуатацію в 1949 році.
1 січня 1974 року на базі підприємства було створено НВО «Насосенергомаш», до складу якого увійшли Сумський насосний завод і створений у 1970 році Всесоюзний науково-дослідний та проектно-конструкторський інститут атомного та енергетичного насособудування (ВНДІАЕН).
За радянських часів завод був одним із провідних підприємств міста.
Після проголошення незалежності України завод став одним із найбільших виробників насосів на території України, у 1994 році державне підприємство було перетворено на закрите акціонерне товариство.
У серпні 1997 року завод було включено до переліку підприємств, що мають стратегічне значення для економіки та безпеки України, пізніше, у другому півріччі 1997 року завод було перетворено на відкрите акціонерне товариство.
У квітні 2005 року завод увійшов до складу групи «Гідравлічні машини та системи» холдингу АТ «Група ГМС». У грудні 2005 року акції підприємства були включені до лістингу фондової біржі ПФТС.
2006 рік завод завершив із чистим прибутком 2,547 млн. гривень, 2007 рік — із чистим прибутком 10,378 млн грн. гривень.
У 2007 році на підприємстві було проведено модернізацію 7 одиниць технологічного обладнання: у цехах було встановлено гідравлічну систему фірми «Hytorc» (США), балансувальний верстат німецької фірми «Schenk» для точного виконання балансування роторів насосів, встановлення «Vibmattic» (ФРН) для зняття внутрішніх напруг у зварних конструкціях, горизонтальний розточувально-фрезерний верстат «Skoda W200» виробництва Чехії та інше обладнання.
У квітні 2010 року на підприємстві розпочалося будівництво випробувального стенда, який було введено в експлуатацію у листопаді 2011 року.
У 2011-2013 на підприємстві було збудовано ливарний цех із технологічною лінією з виробництва відливальних форм та індукційними печами потужністю 4 тис. тонн лиття на рік, який було введено в експлуатацію у червні 2013 року.
Станом на початок 2013 року завод входив до п'ятірки найбільших підприємств міста.
У зв'язку зі скороченням експорту до Росії у 2014 році становище заводу (98 % продукції якого експортувалося) ускладнилося.
У липні 2016 року 83,3 % акцій підприємства (власником якої була російська компанія ТОВ «Гідромаш К» холдингу «Група ГМС») перейшли у власність зареєстрованої на Кіпрі компанії «HMS Capital Limited» холдингу «Група ГМС».